# Gendarmerie nationale argentine

Emblème de la gendarmerie nationale argentine.

La gendarmerie nationale argentine (Gendarmería Nacional Argentina en espagnol) est la force de gendarmerie nationale (c’est-à-dire une force de police à statut militaire) de la République argentine. Elle est placée sous l'autorité du ministère de l'intérieur de l'Argentine. Créée en 1938, elle comprend environ 12 000 personnels.
Elle est, depuis octobre 2005, membre associé de la FIEP, association qui regroupe les forces de police à statut militaire de l’espace euro-méditerranéen.